# Hillingdon (métro de Londres)
Hillingdon est une station de la Metropolitan line et de la Piccadilly line du métro de Londres, en zone 6. Elle est située à Hillingdon, dans le Borough londonien de Hillingdon.

## Histoire
La station Hillingdon est mise en service le 10 décembre 1923.

## À proximité
- Hillingdon